# 대한민국 형법 제303조
대한민국 형법 제303조는 업무상위력 등에 의한 간음에 대한 형법각칙의 조문이다.

## 조문
제303조(업무상위력 등에 의한 간음) ① 업무, 고용 기타 관계로 인하여 자기의 보호 또는 감독을 받는 사람에 대하여 위계 또는 위력으로써 간음한 자는 5년 이하의 징역 또는 1천500만원 이하의 벌금에 처한다.  <개정 1995.12.29., 2012.12.18.>
②법률에 의하여 구금된 사람을 감호하는 자가 그 사람을 간음한 때에는 7년 이하의 징역에 처한다.  <개정 2012.12.18.>

## 비교 조문
성폭력범죄 처벌법 제7조 제1항 제7조 제5항

아동·청소년보호법 제7조 제1항

## 사례
- 중학교 여교사인 A씨(35)와  자신이 담임을 맡은 남제자 B군(15)의 성관계가 '상호 합의하'에 이뤄진 경우 B군이 13세 이상이고 대가없이 합의로 이뤄진 성관계이므로 현행법상 처벌할 수 없는데 이는 교사는 업무에 의해 학생을 보호 또는 감독하는 지위에 있다고 할 수 있지만 위계 또는 위력이라는 행위방법이 필요하기 때문이다.[1].
- 명시적인 폭력이나 협박이 없었더라도 미성년자인 딸에게 딸에게 "2만원 줄게", "이번이 마지막이야"라면서 아버지가 5년간 성폭행한 경우 위계에 의한 간음이 인정되어 본 조 적용하는 것이 타당해 보인다[2].
- 소속 여자연예인에게 술시중을 포함한 성접대 등 성상납을 강요하는 경우 본 조에 해당할 수 있다[3]

## 판례
- 형법 제303조 1항 규정 중 기타 관계로 자기의 보호 또는 감독을 받는 부녀라 함은 사실상의 보호 또는 감독을 받는 상황에 있는 부녀인 경우도 이에 포함되는 것으로 보는 것이 우리의 일반사회통념이나 실정 그리고 동 법조를 신설하여 동 법조 규정상황하에 있는 부녀의 애정의 자유가 부당하게 침해되는 것을 보호하려는 법의 정신에 비추어 타당하다[4]

## 참고 문헌
- 김재윤, 손동권, 『새로운 형법각론』, 율곡출판사, 2013. ISBN 978-89-974283-4-2
- 정배근. (2023). 위계·위력에 의한 피해자의 처분행위와 자기책임원칙 - 형법 제303조 업무상 위력 등에 의한 간음죄를 중심으로 -. 중앙법학, 25(1), 121-146.
- 장응혁. (2019). 형법 제303조 제1항의 비교법적 연구 : 우월적 지위를 중심으로. 형사정책연구, 30(2), 1-27.

## 같이 보기
- 성폭행
- 성폭력범죄의 처벌 등에 관한 특례법
- 아동·청소년의 성보호에 관한 법률
- 대한민국 형법 제125조 가혹행위죄
- 장자연